# Гимназија „Светозар Марковић” Јагодина
Гимназија Светозар Марковић је општеобразовна установа, која својим ученицима пружа четворогодишње образовање. Основана је 26. новембра 1869. године и једина је гимназија у Јагодини.

## Историјат
Прва средња школа у Јагодини под називом „Гимназијска реалка“ почела је са радом 26. новембра 1869. За прве наставнике у јагодинској реалки постављени су: Михајло Марковић, суплент, који је предавао српску граматику, земљопис, рачуницу и немачки језик, учитељ Павле Милетић, који је предавао црквену историју, и учитељ Ђура Јакшић који је предавао цртање и краснопис. Школа је започела рад у новоподигнутој школској згради, опремљеној, за тадашње услове, веома лепим школским намештајем.
На молбу грађана Јагодине, 1873. године, министар просвете Стојан Новаковић дозволио је отварање трећег разреда. Примљен је још један наставник, а име школе је промењено у „полугимназију“. Две године касније, јагодинска полугимназија мења име у „нижу гимназију“. Почетком школске 1879/80 уведен је и четврти разред, који су похађала 4 ученика. За време обележавања стогодишњице Кочине крајине, 1888. године, ученици јагодинске гимназије ступили су у штрајк због искључења њиховог друга из школе. То је био први штрајк ученика ове школе. Трајао је два дана и завршио се кажњавањем великог броја ученика.
Године 1898. донета је одлука о укидању јагодинске ниже гимназије, а већ почетком школске 1898/99 године у Јагодини је отворена приватна гимназија, у којој су предавали хонорарно углавном наставници у пензији и наставници Мушке учитељске школе из Јагодине, која је почела са радом 1898. године. Указом од 31. јула 1902. године, у Јагодини је поново отворена државна четворогодишња гимназија. Указом Краља Петра Првог од 31. јула 1908. године, одобрено је Михаилу Јевтићу да може о свом трошку отворити женску четворогодишњу гимназију у Јагодини.
За време Првог светског рата, гимназија у Јагодини није радила. Већина њених наставника су били војни обвезници и активно су учествовали у одбрани земље. Животе за одбрану Србије у овом рату дали су Сретен Николић (директор) и Јован Ивковић (професор).
1924. године је добила име „мешовита осморазредна гимназија“.
1932. године Гимназија се уселила у нову зграду (данас ОШ „17. октобар“) у којој је радила до 1951, када се преселила у садашњу зграду.
1946. Гимназија добија име Светозар Марковић.

## Образовни профили
- Друштвено-језички смер (60 ученика)
- Природно-математички смер (90 ученика)
- Филолошки смер (енглески језик, 24 ученика)
- Информатички смер (30 ученика)